# Enrichetta d'Inghilterra
Enrichetta Anna d'Inghilterra (Exeter, 16 giugno 1644 – Saint-Cloud, 30 giugno 1670) nata principessa d'Inghilterra e Scozia come membro della casa regnante inglese degli Stuart, divenne Duchessa d'Orléans come moglie di Filippo di Francia, fratello di Luigi XIV.
Fuggendo dall'Inghilterra con la sua governante all'età di tre anni, si trasferì alla corte del suo cugino di primo grado Luigi XIV di Francia, dove fu nota come Minette. In seguito sposò Filippo di Francia, noto a corte come Monsieur, e diventò nota come Madame.
Molto popolare a corte, in gran parte a causa della sua natura civettuola, il suo matrimonio fu segnato da frequenti tensioni. Enrichetta fu determinante nei negoziati del trattato segreto di Dover, prima della sua prematura morte nel giugno 1670. I pretendenti giacobiti al trono di Gran Bretagna, in seguito alla morte di Enrico Benedetto Stuart, discendono da lei attraverso sua figlia Anna Maria, regina di Sardegna.

## Biografia

### Infanzia in Inghilterra

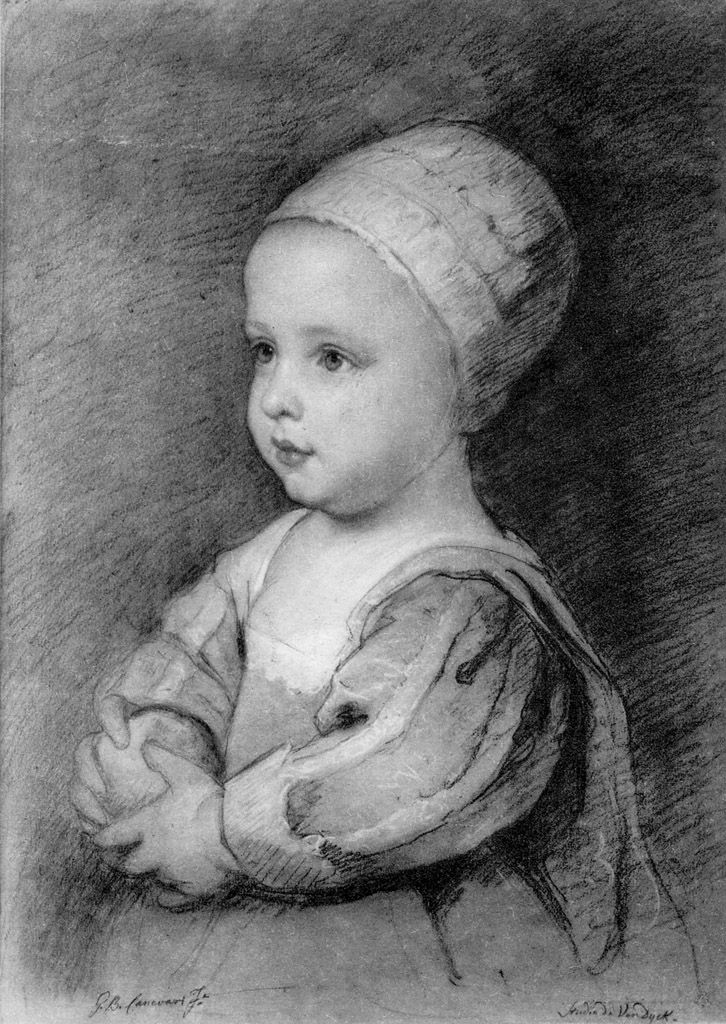
La principessa Enrichetta, ritratta da Antoon van Dyck

La principessa Enrichetta nacque a Bedford House, nell'Exeter, il 16 giugno 1644, alla vigilia della seconda battaglia di Newbury durante la guerra civile inglese. Suo padre era Carlo I d'Inghilterra, sua madre la figlia minore di Enrico IV di Francia e Maria de' Medici. Per tutta la vita Enrichetta avrebbe goduto di uno stretto legame con sua madre, la regina Enrichetta Maria. I suoi legami con la corte di Francia, come nipote di re Luigi XIII e cugina di primo grado di Luigi XIV, si sarebbero rivelati molto utili nel corso della vita.
Poco prima della nascita di Enrichetta, sua madre fu obbligata a partire da Oxford per Exeter, dove arrivò il 1º maggio 1644. Molti pensarono che non sarebbe sopravvissuta al parto, a causa delle sue condizioni di salute in quel periodo. Dopo un parto particolarmente difficile, la principessa fu affidata alle cure di Anne Villiers, contessa di Morton, nota a quel tempo come Lady Dalkeith. Per la sicurezza della neonata principessa, la regina decise di andare verso Falmouth e poi ritornare in Francia per chiedere a Luigi XIV di aiutare gli sforzi bellici di suo marito. Arrivando a Falmouth a metà luglio, la regina fu informata che la principessina si era ammalata di convulsioni, da cui si riprese.
Il 26 luglio Enrichetta incontrò suo padre, Carlo I d'Inghilterra, per la prima volta. Prima del suo arrivo, il re aveva dato ordine che la principessa fosse battezzata secondo i riti della Chiesa anglicana; venne battezzata con il nome Enrichetta nella cattedrale di Exeter il 21 luglio. Un baldacchino di Stato fu eretto in onore della sua dignità di "principessa d'Inghilterra". Venne fatta trasferire a Oatlands Palace, fuori Londra, dove la principessa e la sua tutrice vissero per circa tre anni prima di fuggire in segreto nel giugno 1647: Lady Dalkeith assicurò il felice arrivo di Enrichetta in Francia, dove si riunì alla madre.

### Vita e matrimonio in Francia

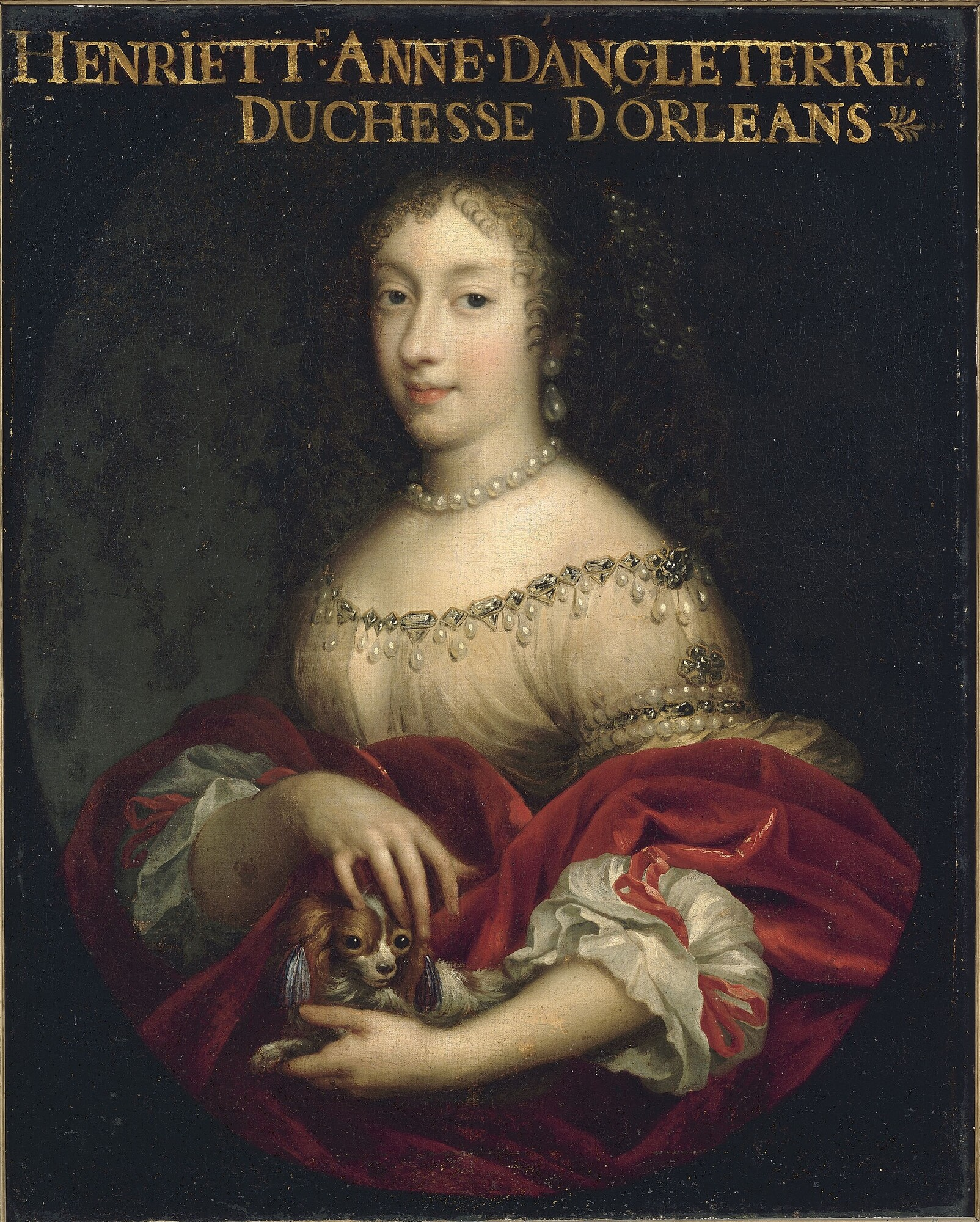
Ritratto di Madame poco dopo le nozze

Durante il suo soggiorno alla corte di Francia, alla principessa fu dato il nome di Anna in onore di sua zia Anna d'Austria. Al suo primo arrivo in Francia, era nota come Henriette d'Angleterre o la princesse d'Angleterre. A lei e a sua madre furono dati degli appartamenti al Louvre, una pensione mensile di 30 000 livres e l'utilizzo del castello di Saint-Germain-en-Laye. Questa situazione sontuosa presto diminuì, poiché tutto il denaro che la regina Enrichetta Maria riceveva era dato a suo marito in Inghilterra o ai cavalieri esiliati che erano fuggiti in Francia. Durante la Fronda, la guerra civile che infuriò in Francia tra il 1648 e il 1653, Enrichetta e sua madre rimasero al Louvre.
Nel febbraio 1649 la madre di Enrichetta fu informata dell'esecuzione di suo marito Carlo I, che era stato decapitato il 30 gennaio. Alla fine della Fronda, Enrichetta Maria e sua figlia si trasferirono al Palais Royal con il giovane Luigi XIV, sua madre e suo fratello Filippo. Allo stesso tempo, la regina Enrichetta Maria decise che sua figlia, che era stata battezzata nella chiesa anglicana, fosse allevata da cattolica romana. Con l'arrivo del fratello di Enrichetta, Enrico Stuart, duca di Gloucester, nel 1652, la loro piccola corte crebbe.
Dopo che la Fronda terminò, la corte francese pose una priorità sulla ricerca di una sposa per il giovane re di Francia. La regina Enrichetta Maria suggerì l'idea di una unione tra Enrichetta e Luigi, ma la regina Anna respinse l'idea, preferendo invece sua nipote, Maria Teresa d'Austria. Luigi e Maria Teresa si sposarono nel giugno 1660, e a quel punto la regina Anna rivolse le sue attenzioni al figlio celibe Filippo. Mentre risiedevano al castello di Colombes, la residenza personale di Enrichetta Maria fuori Parigi, madre e figlia appresero della restaurazione della monarchia in Inghilterra sotto il fratello di Enrichetta Carlo II, e ritornarono a Parigi. Questo cambiamento indusse Filippo, un omosessuale che era stato parte in causa in una serie di scandali sessuali, a chiedere ad Enrichetta di sposarlo. Prima di ciò, voci a corte affermarono che Enrichetta aveva ricevuto varie proposte da Carlo Emanuele II di Savoia e dal Gran Principe di Toscana, ma nulla si concretizzò a causa del suo status di esule.
Un impaziente Filippo era ansioso di assicurarsi di poter sposare Enrichetta il più presto possibile, ma la regina Enrichetta Maria era intenzionata ad andare in Inghilterra per estinguere i suoi debiti, assicurare una dote per Enrichetta ed impedire le annunciate nozze del Duca di York con Anne Hyde, una ex damigella d'onore della Princess Royal. Durante questo periodo, Enrichetta rimase turbata quando suo fratello, il Duca di Gloucester, morì di vaiolo nel settembre 1660. In ottobre, Enrichetta Anna e sua madre si imbarcarono a Calais per Dover, dove soggiornarono al castello. La corte francese chiese ufficialmente la mano di Enrichetta il 22 novembre e la sua dote fu organizzata. Carlo II acconsentì a dare a sua sorella una dote di 840 000 livres e ulteriori 20 000 per altre spese. Inoltre le fu dato, come dono personale, un appannaggio di 40 000 livres l'anno e il castello di Montargis come residenza privata.
Il ritorno di Enrichetta in Francia fu ritardato dalla morte per vaiolo della principessa d'Orange. Lasciò infine l'Inghilterra nel gennaio 1661. Ritornata in Francia, lei e Filippo firmarono il loro contratto di matrimonio al Palais Royal il 30 marzo 1661; la cerimonia ebbe luogo il giorno successivo. Il matrimonio fu fastosamente celebrato e lei e il marito si trasferirono al Palazzo delle Tuileries. Poiché aveva sposato Monsieur, Enrichetta fu definita Madame, la duchesse d'Orléans.

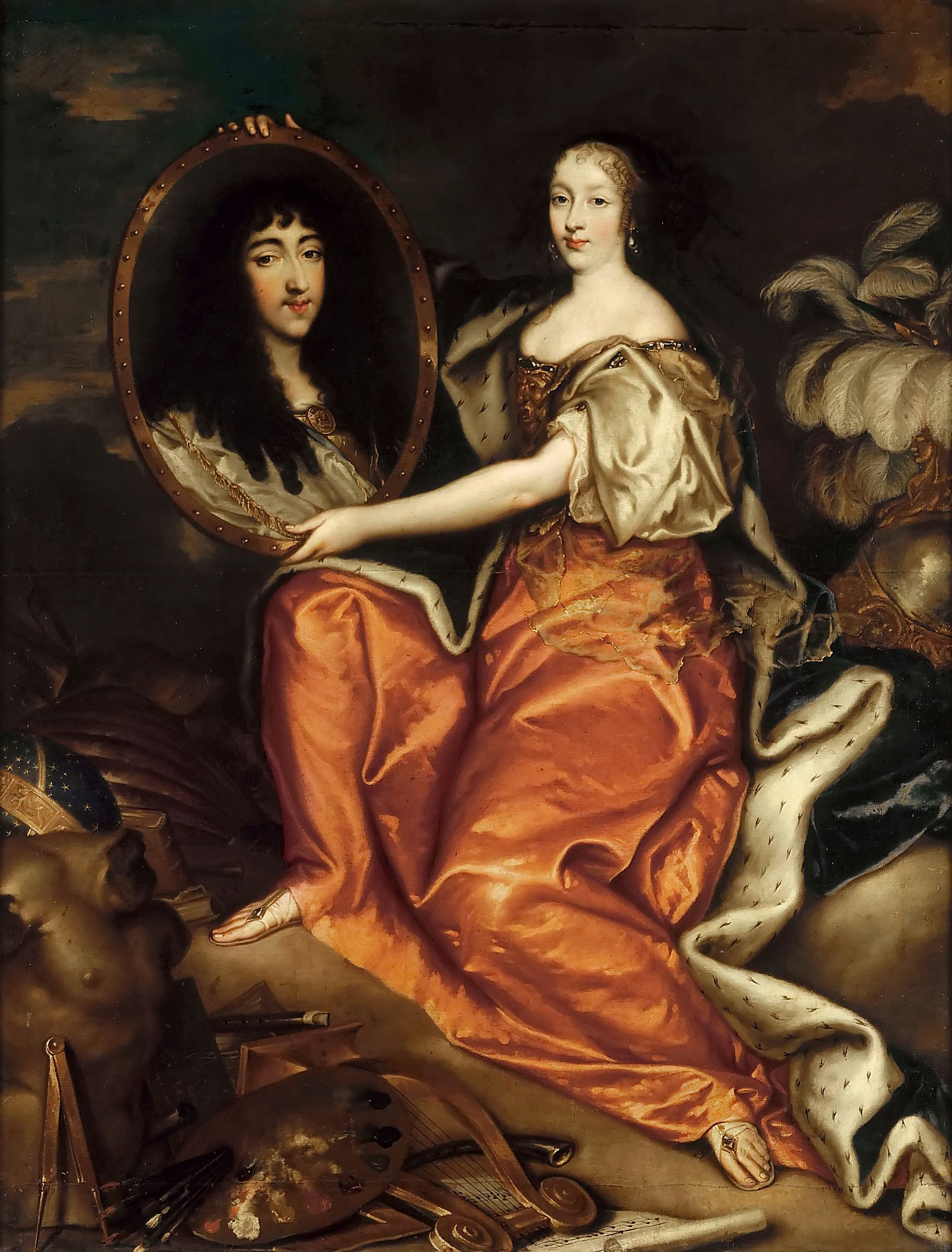
Enrichetta come Minerva che regge un ritratto di Monsieur, di Antoine Mathieu

Il matrimonio cominciò bene e Filippo sembrava essere un marito affettuoso. L'anno dopo il matrimonio, Enrichetta diede alla luce una bambina, poi battezzata Maria Luisa. La paternità della piccola fu messa in dubbio dalla corte, che riteneva Luigi XIV o il conte di Guiche come il vero padre. Enrichetta e Guiche avevano cominciato una relazione all'inizio del matrimonio di lei, nonostante che lui fosse stato un ex amante di Filippo. Questi flirt fecero sì che Filippo, un tempo adorante, diventasse fortemente geloso, tanto da lamentarsi con la regina Anna, che rimproverò sia Luigi che Enrichetta.
Poco dopo, Luigi cominciò una relazione con Louise de La Vallière, una delle dame di compagnia di Enrichetta, che era entrata nella sua casa alla fine del 1661 e aveva protetto Enrichetta per quel che concerne la sua relazione con Guiche. Il successivo figlio della coppia fu un maschio e nacque nel luglio 1664; gli fu dato il titolo di Duca di Valois. Il bambino, tuttavia, morì nel 1666 di convulsioni, dopo essere stato battezzato Filippo Carlo alcune ore prima della morte. La perdita del piccolo duca di Valois afflisse Enrichetta profondamente. Diede poi alla luce una figlia, nata morta nel luglio 1665, e un'altra femmina, nata nel 1669, che fu battezzata Anna Maria nel 1670.
Nel 1666 l'amante più importante di suo marito, lo Chevalier de Lorraine, si legò alla famiglia Orléans- Lorraine, che avrebbe spesso gareggiato per il potere all'interno della casa di Filippo, una disposizione insolita per il tempo.
Enrichetta è stata spesso elogiata come una principessa colta e per la sua corrispondenza con Molière, Racine, La Fontaine, Bussy-Rabutin ed altri di rilievo. Era anche un amante del giardinaggio e fu lei che creò un giardino d'acqua al Palais Royal. Enrichetta accumulò anche una collezione di dipinti di grandi dimensioni e di prestigio, che comprendeva dipinti di Van Dyck e Correggio. La sua personalità attiva ha indotto gli storici a pensare che mostrasse segni di anoressia nervosa.
Verso la fine del 1669, Enrichetta perse sua madre, che morì dopo aver assunto una quantità eccessiva di oppiacei come antidolorifici. Enrichetta fu devastata e non le fu certo di sostegno l'immediata fretta di Filippo nel rivendicare tutti i suoi averi prima ancora che ella fossa stata sepolta.

### Il trattato segreto di Dover
Enrichetta fu determinante nelle trattative diplomatiche tra la nativa Inghilterra e l'adottiva Francia. Suo fratello Carlo II, con il quale aveva sempre avuto un forte legame, stava tentando di stabilire una relazione più stretta con la Francia fin dal 1663. Tuttavia, Carlo II solamente nel 1669 ammise pubblicamente di voler diventare cattolico romano e di volere convertire l'intera nazione. Desiderosa di visitare la sua patria, Enrichetta fu incoraggiata al viaggio da Luigi XIV, che teneva alla stipulazione del contratto. Il marito Filippo, seccato dal comportamento libertino di Enrichetta nei confronti dei suoi stessi amanti, volle impedire l'incontro con il sovrano inglese e le intimò di rimanergli accanto in Francia. Enrichetta, appellandosi al re francese, riuscì comunque ad organizzare il viaggio in Inghilterra ed arrivò a Dover il 26 maggio 1670, rimanendovi fino al 1º giugno, giorno della firma del trattato.
Carlo II scisse la Triplice alleanza dell'Inghilterra con la Svezia e le Province Unite in favore di Luigi XIV. Al sovrano francese offrì supporto per la conquista delle Province Unite, che egli rivendicava per sua moglie, la regina Maria Teresa, come parte della sua dote non riscossa in precedenza. A condizione che la conquista fosse completata con successo, all'Inghilterra furono promessi diversi porti molto redditizi lungo uno dei fiumi più importanti che attraversavano la repubblica olandese. Il trattato non fu reso pubblico fino al 1830. Dopo il periodo trascorso in Inghilterra, Enrichetta fece ritorno in Francia il 18 giugno.

### Morte controversa

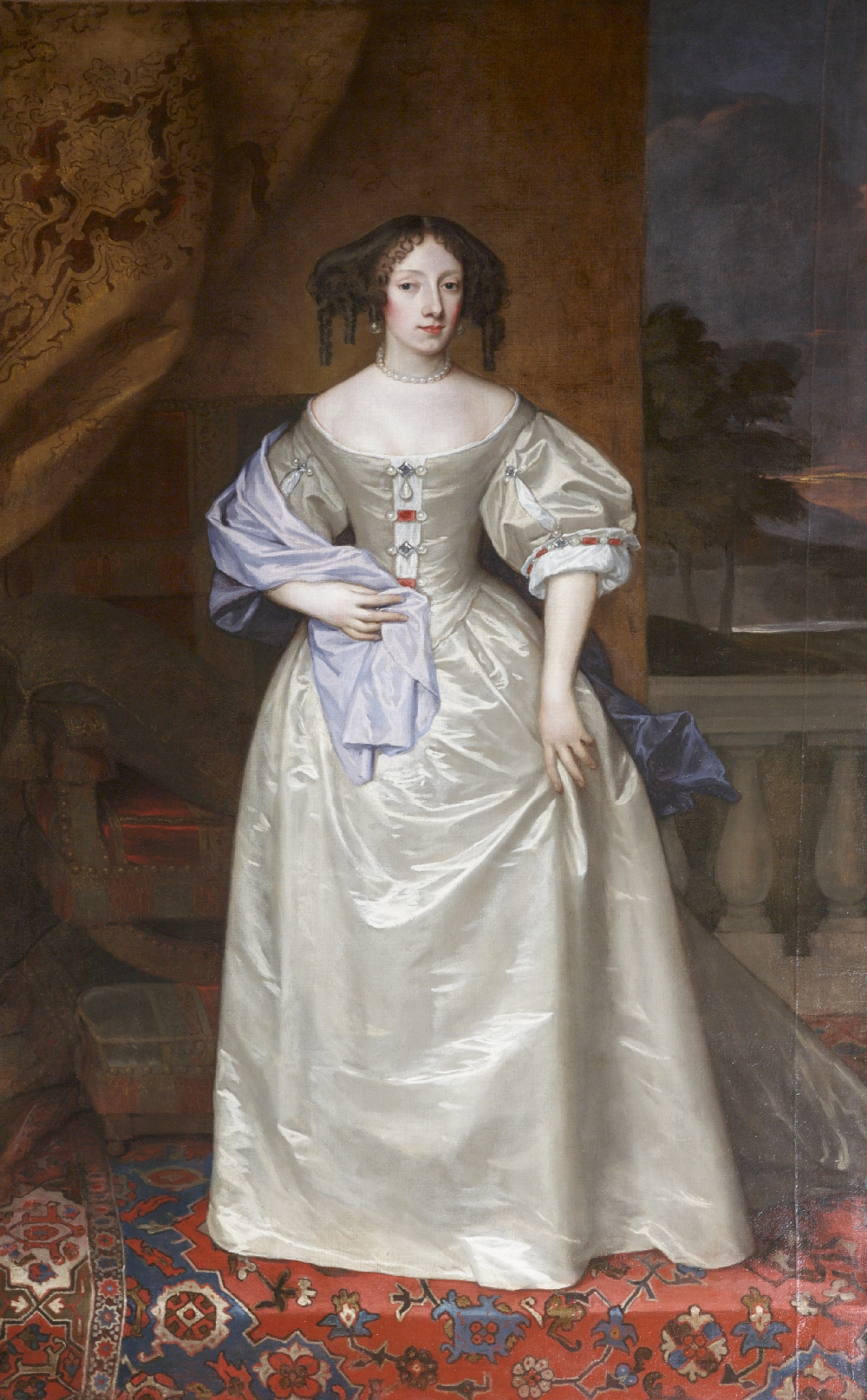
Ritratto postumo di Enrichetta, commissionato da suo fratello, dipinto di Samuel Cooper

Nel 1667 Enrichetta cominciò a lamentare un dolore intenso al fianco. Stando alle cronache, i dolori cominciarono nell'aprile 1670, quando Enrichetta avvertì dolori così persistenti al tratto digestivo da consentirle di consumare solo latte. Al suo ritorno in Francia dopo la firma del trattato, Enrichetta si trasferì a Saint Cloud con suo marito il 26 giugno. Il 29 giugno, alle cinque, Enrichetta bevve un bicchiere d'acqua fredda di cicoria.
Stando alle cronache, subito dopo aver bevuto l'acqua sentì un dolore al fianco e gridò, «Ah! Che dolore! Che cosa devo fare? Devo essere stata avvelenata!» Temendo di essere stata avvelenata, Enrichetta fece richiesta di un antidoto e fece analizzare l'acqua che aveva bevuto. Le furono somministrati gli usuali trattamenti per le coliche e antidoti per veleno. La famiglia reale arrivò a Saint Cloud poche ore dopo aver appreso la notizia. Il vescovo Bossuet fu chiamato e le somministrò i Sacramenti. Alle due del mattino del 30 giugno 1670 la principessa Enrichetta morì.
Si rumoreggiava che lo chevalier de Lorraine ed il marchese d'Effiat avessero ordito il tremendo piano di avvelenare Enrichetta. La sua autopsia fu eseguita alla presenza di diciassette francesi e due medici inglesi, l'ambasciatore britannico e circa cento altri spettatori. Benché il rapporto ufficiale dichiarasse: "morte per colera morbus (gastroenterite) causata da bile riscaldata", molti osservatori furono in disaccordo.. Louis de Saint-Simon nelle sue Memorie dice che Luigi XIV in persona interrogò il maggiordomo di suo fratello intimandogli: ditemi la verità sulla morte di mia cognata o non uscirete vivo da questa stanza. Quello allora confessò che la poveretta era stata avvelenata con un veleno portato dall'Italia su incarico del cavaliere di Lorena, storico amante di Monsieur, che Enrichetta aveva fatto esiliare.
Enrichetta fu sepolta nella Basilica Reale di Saint Denis il 4 luglio e un'altra funzione fu tenuta il 21 luglio. Tutti i principali enti pubblici, tra cui il Parlamento, tribunali di legge, l'Assemblea del Clero e le corporazioni della città erano rappresentati, come pure i membri della nobiltà e il pubblico in generale. La regina Maria Teresa era presente con il re di Polonia, Giovanni II Casimiro, l'ambasciatore inglese, duca di Buckingham. I principi del sangue francesi erano presenti, nonché tutti gli esponenti della nobiltà.
Ultimi fra tutti vennero i membri della casa di Monsieur e Madame, portando torce nelle loro mani. Un mausoleo, circondato da altari e urne d'argento e ornato con una folla a lutto di statue allegoriche, tra cui si distinguevano la Gioventù, la Poesia e la Musica, fu eretto al centro del coro. Lì fu alloggiata la bara, coperta da un panno d'oro bordato di ermellino e ricamato con gli stemmi di Francia e Inghilterra in oro e argento. Dopo che ognuno ebbe preso il proprio posto, centinaia di candele scoppiarono in fiamme, dando una nuvola d'incenso; l'arcivescovo di Reims, assistito da altri vescovi, iniziò la funzione, cantata dai musicisti del re diretti da Lully. Monsieur si sposò nuovamente nel 1671 con Elisabetta Carlotta del Palatinato che, come Enrichetta, era discendente di Maria Stuarda, condividendo Giacomo I d'Inghilterra come antenato comune. Monsieur e la "nuova Madame" ebbero altri due figli sopravvissuti.

## Discendenza
1. Maria Luisa; sposò Carlo II di Spagna, ma non ebbe figli; morì all'età di 26 anni in Spagna nel 1689.[39] Le circostanze della sua morte furono quasi identiche a quelle della morte di sua madre e si credette che anche lei fosse stata avvelenata.[40]
2. Filippo Carlo (16 luglio 1664 – 8 dicembre 1666). Duca di Valois.
3. Figlia nata il 9 luglio 1665 e morta poco dopo.
4. Anna Maria, sposò Vittorio Amedeo II, duca di Savoia e futuro re di Sardegna, cui diede otto figli, la maggiore dei quali, la principessa Maria Adelaide, fu la madre di Luigi XV di Francia e morì anch'ella all'età di 26 anni.

Monsieur stesso sarebbe morto nel 1701.
I suoi discendenti includono Giovanni, conte di Parigi, pretendente orleanista al trono francese, il Re di Spagna, il Re dei Belgi, il Granduca dei Lussemburgo ed il contestato pretendente al trono italiano Vittorio Emanuele di Savoia.

## Ascendenza
|                             |                    |                              | Genitori                             |  |  | Nonni |  |  | Bisnonni                    |  |  | Trisnonni                       |  |
|                             |                    |                              |                                      |  |  |       |  |  | Enrico Stuart, Lord Darnley |  |  | Matthew Stuart, conte di Lennox |  |
|                             |                    |                              |                                      |  |  |       |  |  | Enrico Stuart, Lord Darnley |  |  | Matthew Stuart, conte di Lennox |  |
|                             |                    | Margaret Douglas             |                                      |  |  |       |  |  | Enrico Stuart, Lord Darnley |  |  |                                 |  |
| Giacomo I d'Inghilterra     |                    |                              |                                      |  |  |       |  |  | Enrico Stuart, Lord Darnley |  |  |                                 |  |
|                             |                    | Maria Stuart                 | Giacomo V di Scozia                  |  |  |       |  |  |                             |  |  |                                 |  |
|                             |                    | Maria Stuart                 | Giacomo V di Scozia                  |  |  |       |  |  |                             |  |  |                                 |  |
|                             |                    | Maria Stuart                 | Maria di Guisa                       |  |  |       |  |  |                             |  |  |                                 |  |
| Carlo I d'Inghilterra       |                    | Maria Stuart                 |                                      |  |  |       |  |  |                             |  |  |                                 |  |
|                             |                    | Federico II di Danimarca     | Cristiano III di Danimarca           |  |  |       |  |  |                             |  |  |                                 |  |
|                             |                    | Federico II di Danimarca     | Cristiano III di Danimarca           |  |  |       |  |  |                             |  |  |                                 |  |
|                             |                    | Federico II di Danimarca     | Dorotea di Sassonia-Lauenburg        |  |  |       |  |  |                             |  |  |                                 |  |
| Anna di Danimarca           |                    | Federico II di Danimarca     |                                      |  |  |       |  |  |                             |  |  |                                 |  |
|                             |                    | Sofia di Meclemburgo-Güstrow | Ulrico III di Meclemburgo-Güstrow    |  |  |       |  |  |                             |  |  |                                 |  |
|                             |                    | Sofia di Meclemburgo-Güstrow | Ulrico III di Meclemburgo-Güstrow    |  |  |       |  |  |                             |  |  |                                 |  |
|                             |                    | Sofia di Meclemburgo-Güstrow | Elisabetta di Danimarca              |  |  |       |  |  |                             |  |  |                                 |  |
| Enrichetta d'Inghilterra    |                    | Sofia di Meclemburgo-Güstrow |                                      |  |  |       |  |  |                             |  |  |                                 |  |
|                             | Antonio di Borbone | Carlo IV di Borbone-Vendôme  |                                      |  |  |       |  |  |                             |  |  |                                 |  |
|                             | Antonio di Borbone | Carlo IV di Borbone-Vendôme  |                                      |  |  |       |  |  |                             |  |  |                                 |  |
|                             | Antonio di Borbone | Francesca d'Alençon          |                                      |  |  |       |  |  |                             |  |  |                                 |  |
| Enrico IV di Francia        | Antonio di Borbone |                              |                                      |  |  |       |  |  |                             |  |  |                                 |  |
|                             |                    | Giovanna III di Navarra      | Enrico II di Navarra                 |  |  |       |  |  |                             |  |  |                                 |  |
|                             |                    | Giovanna III di Navarra      | Enrico II di Navarra                 |  |  |       |  |  |                             |  |  |                                 |  |
|                             |                    | Giovanna III di Navarra      | Margherita d'Angoulême               |  |  |       |  |  |                             |  |  |                                 |  |
| Enrichetta Maria di Francia |                    | Giovanna III di Navarra      |                                      |  |  |       |  |  |                             |  |  |                                 |  |
|                             |                    | Francesco I de' Medici       | Cosimo I de' Medici                  |  |  |       |  |  |                             |  |  |                                 |  |
|                             |                    | Francesco I de' Medici       | Cosimo I de' Medici                  |  |  |       |  |  |                             |  |  |                                 |  |
|                             |                    | Francesco I de' Medici       | Eleonora di Toledo                   |  |  |       |  |  |                             |  |  |                                 |  |
| Maria de' Medici            |                    | Francesco I de' Medici       |                                      |  |  |       |  |  |                             |  |  |                                 |  |
|                             |                    | Giovanna d'Austria           | Ferdinando I del Sacro Romano Impero |  |  |       |  |  |                             |  |  |                                 |  |
|                             |                    | Giovanna d'Austria           | Ferdinando I del Sacro Romano Impero |  |  |       |  |  |                             |  |  |                                 |  |
|                             |                    | Giovanna d'Austria           | Anna Jagellone                       |  |  |       |  |  |                             |  |  |                                 |  |
|                             |                    | Giovanna d'Austria           |                                      |  |  |       |  |  |                             |  |  |                                 |  |

## Titoli e denominazione

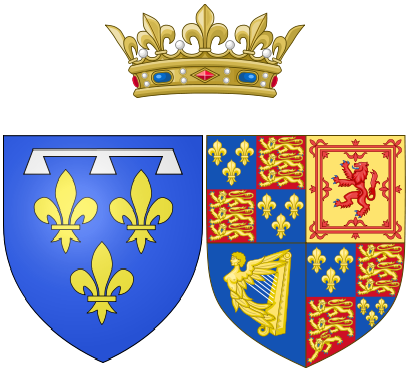
Stemma di Enrichetta come Duchessa d'Orléans con la corona di figlia di Francia

- 16 giugno 1644 – 31 marzo 1661, Sua Altezza Reale, Principessa Enrichetta d'Inghilterra.
- 31 marzo 1661 – 30 giugno 1670, Sua Altezza Reale, Madame, Duchessa d'Orléans.

## In film e televisione
- Nella miniserie del 2003, Charles II: the Power & the Passion, Enrichetta è interpretata da Anne-Marie Duff.
- Nel film del 2009, Broadside, Enrichetta è interpretata da Jessica Clarke.
- Nel cortometraggio del 2010, Minette, Enrichetta è interpretata da Jenna Brighton.
- Nella serie del 2015 Versailles, una coproduzione franco-canadese, Enrichetta ha il volto di Noémie Schmidt.